# フリースタイルフットボール
フリースタイルフットボール（Freestyle football）は、サッカーから派生したスポーツでサッカーボールを用いてパフォーマンスを行なうものである。

## 概要
フリースタイルフットボールとは、リフティングやドリブルなどのサッカーの技術を飛躍させて、魅せるものにした文化である。立った状態で足技を行うエアムーブ、座った状態でボールを扱うシッティングムーブ、上半身でボールを扱うアッパームーブ、地面にボールが着いたまま扱うグランドムーブなどのカテゴリーに分かれているが、現在もカテゴリーは派生し続けさらに枝分かれしている。元々は大道芸の一つや、ショーケースとして発展してきたが、近年は各地で大会が行われるなど競技としての面も強くなっている。審査基準や、手の使用の可否、道具の使用の可否などのレギュレーションは各大会によって違う。

## 歴史
サッカーボールを用いた足技は古くから存在したがそれがフリースタイルフットボールとして世界に広まりはじめたきっかけとなったのはナイキが2003年頃に始めたキャンペーンであった。有名プレイヤーのロナウジーニョ、ロナウド、ダービッツらを起用したJoga Bonitoと呼ばれる選手たちによるテクニックを収めたビデオがいくつか作られインターネット上でも公開された。初期は韓国のプロフリースタイラーのMr.Wooにも見られるようなサッカーの要素を強く残したスタイルが主流であったが、その後インターネットの普及や動画サイトの誕生によって世界中のプレイヤーが新しいトリックを生み出し、自由に公開できるようになるとフリースタイルフットボールのトリック、スタイルはより複雑化し多様性を持つようになった。

## フリースタイルフットボールで使用されるボール
主に5号級、4.5号級、4号級を使用するが大会によっては4号級が禁止されていることがある。
昔は専用のボールは無かったため、サッカーの公式球を使用する選手が大半だったが、近年はグリップ力を強化した専用ボールを使用する選手がいる。主な専用ボールのブランドは、
Monta.4freestyle.urbanball.speen.tachikaraなどがある。

## 大会
- Red Bull Street Style(RBSS)

レッドブルが主催する世界で最も権威のある大会。世界各国で行われる予選を制した代表選手がWorld Finalに出場し、世界一の座を争う。
- SUPER BALL

世界最大規模のオープン大会。毎夏にチェコで開催され、日本人も数多く参戦している。
- Asian Freestyle Football Championship(AFFC)

アジアフリースタイルフットボール連盟(AF3)が主催するアジア大会。2015年大会ではKo-sukeが日本人初優勝をはたし、2019年大会でにはIbukiが優勝を果たしている。
- Japan Freestyle Football Championship(JFFC)

日本フリースタイルフットボール連盟(JF3)が主催する日本一決定戦。優勝者はRBSSへの出場権が付与される。

## 主な対戦形式
- バトル

3分間の中で二人のプレイヤーが30秒ずつ交互に技を披露する。
- ショーケース、ルーティン

制限時間内（主に1分から3分程度）で一人のプレイヤーが技を披露し全体の構成の完成度を競う。
- ダブルルーティン

二人のプレイヤーがペアを組んで技を披露する。二人の息の合ったパフォーマンスが求められる。
- Sick Three

エアームーブにおける3つのトリックだけで構成されたコンボの難易度を競う。
- チャレンジ

エアームーブにおけるトリックやコンボのお題があらかじめ設定されており、お題のレベルが上がるほど技の難易度も高くなっている。最後まで残ったプレイヤーが優勝となる。
- マックスワン

エアームーブのコンボ数を競う。ただし同じ技を2回以上使ってはいけない。
- ビデオコンペティション

指定された時間内でのパフォーマンス動画を撮ってその完成度を競う。

## ジャッジ
主に旗揚げ形式か採点形式の二つがある。しかしフリースタイルフットボールにおいて技ごとにポイントが設定されているわけではない。ジャッジごとにコントロール、クリエイティビティ、ベストトリックなどの採点基準があり点数は各ジャッジの主観によって付けられる。ジャッジは3人から5人程度で構成されることが多いが、その中にはフリースタイルフットボーラー以外からもサッカー選手、フリースタイルバスケットボーラー、ブレイクダンサーなどが選ばれることもある。時にはジャッジの過半数がフリースタイルフットボール専門外のプレイヤーで構成されることもあり、しばしば判定ミスが争点に上がることがある。

## フリースタイルフットボール強豪国
- ポーランド

難易度、オリジナリティ、オールラウンドなどの面で高い能力を誇るプレイヤーが多く存在する。現在フリースタイルフットボールで世界最強の国と言われている。2009年から毎年チェコで行われている世界大会は第三回まで全てポーランドのプレイヤーがチャンピオンである。

## 用語
- フリースタイラー

フリースタイルフットボールのプレイヤーの呼び方。Fsersと表記することもある。
- JAM

フリースタイラー同士が集まって行う合同練習会。初心者から上級者まで誰でも参加でき、定期的に行われる練習会がJAMと呼ばれることが多い。蹴会、Freestyle Meetingと呼ばれることもある。
- NT

No Touchの略。スウェーデンのフリースタイラー、Palleによって作られた概念。コンボと違い2つの技の間にワンタッチを挟まず続けて行うこと。
例）TATW TATW nt

## スタイル/カテゴリ
- エアームーブ

Air Move（またはLowerbody）は立った状態で行うスタイルの総称。ハードコアスタイルを指す意味合いで使われることが多い。
- ハードコア

より難易度の高い技、コンボ数の長さを追求するスタイル。
- クラッチ（ブロッキング）

ボールを足で挟む技。フランスで生まれたスタイル。
- ストール

ボールを身体の一部に乗せてバランスをとる技。
- バウンス

地面につけた足の上でボールを弾ませる技。
- シッティング

座った状態で行う技。
- トランジション

エアームーブからシッティング、シッティングからアッパーなどスタイル移行時に使う技。
- アッパー

頭や肩など身体の上半身を使って行う技。
- リフトアップ（フリックアップ）

ボールを地面から浮かせる技。
- アクロバット（パワームーブ）

バク宙、逆立ちなどのアクロバティックな要素とダンスの要素を取り入れたスタイル。

## エアムーブにおけるトリック一覧
フリースタイルフットボールの技はその数が膨大すぎるために全てに名前がついているわけではない。また命名方法も不規則で、現状ではその技を最初に行った人物が勝手に名前をつけてそのまま浸透してしまうことが多い。
0.5Revolution Trick
- Cossover /CO
- Reverse Crossover /RCO

1Revolution Trick
- (in/out)Around The World /ATW
- Half Around The World /HATW
- (in/out)Hop The World /HTW
- (in/out)Knee Around The World
- (in/out)Knee Hop The World

1.5Revolution Trick
- Touzani Around The World / TATW
- Mitchy Around The World / MATW
- (in/out)Abbas Around The World / AATW
- Alternative Touzani Around The World
- Alternative Mitchy Around The World
- Jay Around The World / outATW+RCO
- Half Homie Jay Around The World / outATW+地面タッチ+RCO
- Lemmens Crossover
- Alternative Lemmens Crossover

2Revolution Trick
- (in/out)Lemmens Around The World / LATW
- Alternative Lemmens Around The World / ALATW
- Homie Touzani Around The World / HTATW　outATW+HTW
- Homie Mitchy Around The World / HMATW　inATW+HTW
- Alternative Homie Touzani Around The World
- Alternative Homie Mitchy Around The World
- Magellan / ouATW+地面タッチ+inATW
- Nallegam / inATW+地面タッチ+outATW
- Homie Jay Around The World / outATW+outHTW
- Alternative Homie Jay Around The World

2.5Revolution Trick
- Palle Trick / HTATW+CO
- Reverse Palle Trick / HMATW+CO
- Skora Around The World / AHMATW+CO
- Reverse Skora Around The World / AHTATW+CO
- FX Around The World
- Ziomal Arount The World / outATW+地面タッチ+Lemmens Crossover

3Revolution Trick
- Palle Around The World / PATW 空中でATWを3周
- Skala Around The World /  outATW+AHMATW
- Eldo Around The World / EATW inATW+AHMATW
- Szymo Around The World / outLATW+HTW
- Zegan Around The World / outATW+地面タッチ+LATW
- Homie Touzani Lemmens Around The World / outATW+ALATW
- Homie Mitchy Lemmens Around The World / inATW+ALATW
- Skora Move / outATW+地面タッチ+AHTATW
- MP Trick / inATW+地面タッチ+AHTATW
- AK Move / inATW+地面タッチ+HTATW
- Etahn Trick / inATW+地面タッチ+LATW
- Akim Move[2] / outATW+地面タッチ+ALATW(magellan式)
- Henderson Move / outATW+地面タッチ+HTATW
- k3vin Szymo Around The World
- k3vin Eldo Around The World[3]
- Crazy Feet Around The World[4] / out-逆足out-out
- Dany Around The World / ouLATW + outHTW
- iago Around The World[5] / inATW+地面タッチ+HMATW

4Revolution Trick
- K3 Around The World[6] / PATW+HTW

## 連盟
- 日本フリースタイルフットボール連盟(JF3)

日本フリースタイルフットボール界を統括している団体。ニュースやコラムなどの情報配信や、全国大会「Japan Freestyle Football Championship」の運営を行なっている。
- 世界フリースタイルフットボール協会(WFFA)やアジアフリースタイルフットボール連盟(AF3)と連携しながら、シーンの普及・発展に寄与している。